# El libro del libro
El libro del libro (en inglés, The Book of the Book) fue escrito por Idries Shah. Está compuesto por más de 200 páginas en blanco y sólo unas nueve en las que se cuenta la historia de un libro que ha sido dejado por un hombre sabio, que consiste en una sola oración y ha suscitado, a lo largo de los siglos, numerosos intentos de esclarecimiento.
Lawrence Paul Elwell-Sutton escribió en The New York Review of Books: “Supongo que sus admiradores de entre los intelectuales de Hampstead se habrán tragado esta bufonería con el mismo entusiasmo con el que han engullido el resto”.
Doris Lessing respondió a los comentarios de Elwell-Sutton, en The New York Review of Books, afirmando: “la ignorancia, debo admitirlo, no es un crimen y estoy segura de que el Dr. Elwell-Sutton no afirma ser un hombre de letras. Sin embargo, la motivación tiene sus misterios.” 
Una reseña en Studies in Comparative Religion dice: “El libro del libro, que pretende ser una lección objetiva sobre el problema del contenedor y el contenido, consiste en aproximadamente quince páginas impresas, unidas a otras 250 páginas en blanco.”